# Água Santa
Água Santa és un barri en la Zona nord de Rio de Janeiro, Brasil. El barri és envoltat per Jacarepaguá, Piedade, Encantado, Engenho de Dentro i la carena de Dos Pretos-Forros. La Presó d'Ary-Franco és en aquest barri.

## Història
El barri agafa el seu nom de la descoberta el 1888 d'una font mineral en l'àrea per l'esclau alliberat Domingos Camões. Camões va començar a embotellar l'aigua en ampolles de vi i venent-les porta a porta. Gradualment, l'àrea va ser coneguda com a Água Santa.
El 1914, es va fundar l'empresa d'embotellament Aguas Santa Cruz Ltd.
El 1974, es va obrir en el barri la Presó d'Ary Franco. El cantant de pagode de viola Belo va ser empresonat aquí després de ser condemnat per narcotràfic.

## Demografia
La població de Água Santa era de 7.243 habitants el 2000. El 2010, la població havia augmentat a 8.756 habitants, un increment del 20,88%.
El 2000, segons l'Índex de desenvolupament humà, la taxa d'alfabetització d'adults és del 97,48%, i l'expectativa de vida al naixement és de 76 anys.
El barri ha experimentat el procés de favelització. Segons l'Institut brasiler de Geografia i Estadística, deu àrees del barri són considerades com a faveles.

## Escoles
El barri és servit per la xarxa escolar pública municipal. L'escola Municipal Brigadeiro Faria Lima és localitzada al carrer Violeta al costat de la Presó Ary-Franco. En l'àea de Piedade, hi ha també escoles públiques: Virgilio de Melo Franco, Engenheiro Clovis Daudt i Republica de El Salvador al carrer Almeida Nogueira.

## Esdeveniments
La festa de St. Antoni se celebra cada juny a Água Santa en honor del patró. La festa comprèn un tradicional tast i una processó a través dels carrers del barri.